# Hans Weber (motociclista)
Hans Weber   (Ehrenfriedersdorf, 15 de maig de 1941 - Harrachov, 24 de maig de 1969) fou un pilot d'enduro alemany que, com a membre de l'equip de la RDA, guanyà el Trofeu als ISDT cinc vegades consecutives (1963-1967).
Hans Weber va debutar en competició a 19 anys, el 1960, tot prenent part en una cursa pels voltants del Dittersdorfer Höhe, una muntanya de Saxònia. El 1961 va ser tercer al Campionat de la RDA de 250 cc, un campionat que arribà a guanyar en quatre ocasions: 1963, 1965, 1966 i 1967 (el 1964 fou subcampió i el 1968, tercer). El 1968, l'any en què s'instaurà el Campionat d'Europa d'enduro, Weber en fou subcampió a la cilindrada dels 250 cc per darrere del seu company d'equip, Werner Salevsky. El 24 de maig de 1969, durant la primera prova del Campionat d'Europa, va patir un accident i es va morir poc després a l'hospital. L'equip de la RDA es va retirar de la competició en senyal de dol.
Al pati del castell de Wildeck, a Zschopau, hi ha un monument en honor seu i d'altres dos membres de l'equip de MZ també morts: Werner Salevsky (1940-1991) i Peter Uhlig (1940-1971).